# Bouri
Bouri è un'area che si trova nella valle del fiume Auasc, in Etiopia, in cui sono stati rinvenuti numerosi fossili di australopiteco e homo, manufatti e ossa di grandi mammiferi con segni di colpi di macellazione. Fa parte del triangolo di Afar, una depressione che ha creato altri siti di resti fossili umani come quelli di Gona e Hadar.
È composto di tre unità geologiche chiamati membri, in cui sono stati rinvenuti fossili e manufatti appartenuti a diversi periodi dell'evoluzione umana. Lo strato più basso, Hatayae (2,5 milioni di anni fa), contiene fossili di Australopithecus garhi; Dakanihylo (1 milione di anni fa) ha resti di Homo erectus e l'Herto diviso in Basso Herto (260 000 anni fa) e Alto Herto (160 000-154 000 anni fa) ha resti di Homo sapiens idaltu.
I resti umani dello strato Herto sembrano aver subito modifiche successive alla morte dell'individuo, in seguito a pratiche funerarie.

## Geologia
Il sito di Bouri si trova nell'omonima penisola, un horst sollevatosi grazie ad una faglia che fa deviare il fiume Auasc formando una parziale diga che origina il lago Yardi. La penisola è larga circa 4 km e lunga 10 km, e si trova lungo la direttrice NNW-SSE in una zona risalente al quaternario nella regione degli Afar.
All'interno della penisola di Bouri si trova il sito di Bouri, un'area sedimentale che si estende per tutta la sua lunghezza e con uno spessore di 80 metri. È stata erosa fino a portare alla luce tre strati geologici: l'Hatayae (noto anche come Hata), il Dakanihylo (noto anche come Daka) e l'Herto.
L'area è particolarmente importante, dato che l'attività tettonica della parte meridionale della depressione di Afar ha creato, negli ultimi milioni di anni, diversi habitat per i primi ominidi che vissero nel Pliocene-Pleistocene. In tempi più recenti questi ambienti, giacenti su rocce sedimentarie, sono stati sollevati esponendoli così a fenomeni di erosione, che ne hanno favorito l'accessibilità da parte dei paleoantropologi. Occasionali eruzioni vulcaniche hanno anche sparso sul terreno strati di tufo vulcanico che hanno permesso di datare con precisione i depositi sedimentari grazie al metodo argon-argon.

## Hatayae
Lo strato Hatayae ha uno spessore di 40 metri, ed è formato da argilla limosa e paleosuolo, tufi zeolitici e bentonitici, rocce carbonatiche pedogeniche, arenaria con conchiglie di bivalvi e gastropodi, e fanghi. Si depositò in una pianura alluvionale tra i canali del delta fluviale ed un laghetto stagionale di acque basse attorno ai 2,5 milioni di anni fa.
Al suo interno sono stati trovati resti di Australopithecus garhi, i più completi di questa specie, il cui campione di riferimento è BOU-VP-12/130. Questa specie viene considerata "discendere dall'Australopithecus afarensis ed è uno dei candidati quali antenati ancestrali del genere Homo".
Gli scavi non sono generalmente riusciti a ritrovare molti utensili di pietra. La spiegazione è attribuita alla carenza della necessaria materia prima sulle rive del lago. Questo potrebbe essere dovuto sia alla mancanza di fiumi sufficientemente forti da trasportare ciottoli, che all'assenza di affioramenti rocciosi di basalto.
Nonostante la rarità, sono stati trovati sparsi ed isolati alcuni nuclei e schegge appartenenti alla tecnologia definita Mode I. Come riportato dagli archeologi, "i sopralluoghi e gli scavi hanno dimostrato che i primi ominidi utilizzavano arnesi in pietra durante il Pliocene di Hata". Inoltre, "non è attualmente possibile identificare con certezza i creatori dei primi utensili in pietra trovati qui o a Gona, anche se l'Australopithecus garhi è oggi il solo ominide ricuperato dai sedimenti di Hata".
La dimostrazione dell'esistenza di utensili in pietra deriva anche dalle ossa dei grandi mammiferi, come gli alcelafini (bovini selvatici) e l'Hipparion (cavallo a tre dita estinto), che mostrano i segni di colpi di macellazione compresi quelli per rimuovere la lingua. "Si tratta dei più antichi colpi documentati portati da ominidi, che stavano probabilmente lavorando le ossa per estrarne il midollo interno". Come fatto notare dagli archeologi, le prove fornite dal sito mostrano che "una delle principali funzioni dei primi utensili era di recuperare la carne e il midollo dalle grandi carcasse. Successivamente nel Pliocene si evolse nell'uso della tecnica di macellazione operata da ominidi".

## Dakanihylo
Lo strato Dakanihylo è spesso dai 22 ai 45 metri, ed è formato da arenaria di pomice. Viene datato a un milione di anni fa, e si trova nella metà meridionale dell'horst di Bouri. I fossili fanno pensare ad una prateria aperta (377 specie di bovini tra cui tre nuove specie e due nuovi generi), e habitat accanto all'acqua (come l'antilope Cobo e numerosi ippopotami).
Nello strato di Dakanihylo sono stati trovati antichi utensili in pietra risalenti alla Cultura acheuleana, come amigdale e clave, e segni di macellazione su ossa di equini, bovini ed ippopotami.
Tra i fossili di Homo erectus si trova il reperto BOU-VP-2/66 e il teschio di Daka, un teschio incompleto con una capacità cranica di 995 cm3. Questi fossili di Homo erectus sono importanti dato che è stato ipotizzato che gli H. erectus africani ed asiatici fossero specie diverse. Questi fossili, invece, non supportano "l'ipotesi di una profonda cladogenesi tra H. erectus africano ed asiatico" e indicherebbero che "la suddivisione geografica dei primi Homo erectus in specie separate sia biologicamente errata". Inoltre suggeriscono l'idea che il taxon dell'homo erectus "in un milione di anni abbia colonizzato buona parte del Vecchio Mondo senza speciazioni. Una scoperta di considerevole significato biogeografico e comportamentale".

## Herto
Lo strato Herto prende il nome da un villaggio locale, ed è spesso dai 15 ai 20 metri. Si trova nella parte sudoccidentale dell'horst di Bouri, ed è formato da due strati, uno inferiore ed uno superiore. La divisione tra Basso e Alto Herto è caratterizzata da una superficie di erosione riempita di ciottoli arrotondati.

### Basso Herto
È composto da strati di lignite, carbonato rosa e argilla limosa di origine prevalentemente lacustre contenente gasteropodi e bivalvi. È databile a circa 260 000 anni fa. Sono stati rinvenuti utensili del tardo acheuleano assieme a "resti di ominidi ancora sconosciuti". Gli ominidi di questo ambiente vivevano nei pressi di un lago di acqua dolce, ed uccidevano grandi mammiferi, come gli ippopotamidi.

### Alto Herto
L'Alto Herto varia dai depositi fluviali e lacustri degli strati più bassi all'arenaria gialla, ed occupa un periodo che va da 160 000 a 154 000 anni fa. Subito sopra la superficie di erosione che separa i due strati si trova l'arenaria vulcanica ed i depositi di ghiaia con spessori diversi. La colorazione varia dal giallo-marrone al grigio, e mostra sedimenti contenenti rocce di pomice con un diametro che raggiunge i 15 cm. Questo strato ha fornito tutti i resti umani ed i relativi utensili dell'Alto Herto. Alla sommità lo strato è ricoperto da tufo vulcanico. Un'importante caratteristica è che due strati vulcanici di cenere molto fine si trovano uno proprio sotto i fossili degli ominidi ed uno sopra, permettendo così una precisa datazione all'argon-argon tra i 160 000 ed i 154 000 anni fa. Questo è importante "perché una datazione precisa della fauna e dei manufatti di molti siti dell'Africa del Pleistocene si è dimostrata notoriamente difficoltosa".
In questo strato sono stati rinvenuti utensili risalenti al Mesolitico e resti di Homo sapiens idaltu. Molti utensili sono grattatoi, raschiatoi e vari nuclei in pietra. Asce a mano, picconi e lame sono rari. Buona parte degli utensili in pietra sono fatti di basalto a grana fine, tranne le punte e lame che erano fatte di ossidiana. Molti appaiono ricavati con la tecnica Levallois. Sono comparabili con quelli trovati nello strato Garba III a Melka Kunture. Come a Herto, Garba III include asce a mano dell'Acheueleano finale, ricavate con la tecnica Levallois, e molti utensili ritoccati in silice (grattatoi laterali e terminali, coltelli con impugnatura, bulini, unifacciali e bifacciali). Il sito di Garba III viene considerato di transizione tra l'Acheuleano e il Mesolitico.
In questo strato si trovano numerose ossa di ippopotamo: "sono stati trovati abbondanti resti di piccoli di ippopotamo, soprattutto neonati o di poche settimane, sparsi insieme ad adulti macellati".

### Pratiche funerarie
Quindici dei ventiquattro frammenti di scheletri umani recuperati dall'Alto Herto mostrano incisioni dovute a rimozione di tessuti molli. È stato fatto notare che "quest'ultimo stile di modifica della superficie ossea non è quasi mai presente nei resti di ominidi o di fauna non umana utilizzati per l'alimentazione, e quindi difficilmente dimostra un comportamento utilitaristico o economico." Su un teschio, "questa manipolazione deve essere avvenuta dopo l'asportazione della mandibola. Indicherebbe quindi la rimozione intenzionale e volontaria di tessuti molli come i vasi alla base del cranio, nervi e muscoli. Il reperto è totalmente privo della regione occipitale circostante il foramen magnum ed inoltre i bordi sono smussati e ripuliti, come pure le superfici parietali."
Lo studio etnografico di culture moderne fa ipotizzare che questa manipolazione post-mortem fosse dovuta a "cura dei resti umani come parte delle pratiche funerarie."